# Estádio Juscelino Kubitschek de Oliveira
Estádio Juscelino Kubitschek de Oliveira – stadion wielofunkcyjny w Itumbiara, Goiás, Brazylia, na którym swoje mecze rozgrywa klub Itumbiara Esporte Clube.